# Яап Мансфельд
Яап Мансфельд (нід. Jaap Mansfeld; нар. 12 серпня 1936) — відомий голландський дослідник Греко-римської філософії. 
Він був професором Утрехтського університету. Його увага зосереджена на доксографії, його найвідоміша робота являє собою нове видання з фрагментів досократиків в двох томах на основі видання Дильса-Кранца-Аусгабе.
Мансфельд почав свої дослідження у 1954 році в Університеті Утрехта, які він закінчив у 1964 році, захистивши дисертацію по Парменіду. З 1973 року аж до своєї відставки в 2001 році він був професором університету античної філософії на факультеті гуманітарних наук Університету Утрехта.
1. ↑  http://catalogo.pusc.it/auth/49867
2. 1 2 3 4 5 6  Чеська національна авторитетна база даних
3. ↑  https://www.ae-info.org/ae/User/Mansfeld_Jaap